# ブリャチスラフ・ヴァシリコヴィチ (ヴィテプスク公)
本頁のブリャチスラフ・ヴァシリコヴィチ（ベラルーシ語: Брачыслаў Васількавіч、? - 1186年以降）は、イジャスラヴリ公（在位：1159年頃）、ヴィテプスク公（在位：1168年 - 1175年以降、1178年 - 1181年以降）となった人物である。

## 生涯
ブリャチスラフはおそらく、ポロツク・イジャスラフ朝(ru)（ポロツク公イジャスラフ・ウラジミロヴィチの子孫）の家系から派生したヴィテプスク公家の出身であり、ヴァシリコ・スヴャトスラヴィチ（ポロツク公在位：1132年 - 1144年）の子と考えられている。
1159年、ポロツク公ログヴォロドから分領公国としてイジャスラヴリを与えられ、兄弟のヴォロドシャ(be)（Володша）と共同で統治した。後にミンスク公国軍にイジャスラヴリを包囲され、ヴォロドシャは捕らえられて牢獄へ送られた。ブリャチスラフは軟禁されたが、1160年にポロツク公ログヴォロドの手によって解放された。
1162年、ポロツク公国軍と共に、ドロゴブージ公ウラジーミルの軍を攻め、スルツクで戦った。1180年にはヴィテプスク公の地位にあり、キエフ大公スヴャトスラフの援軍としてドルツクを攻め、スモレンスク公国軍との戦いで活躍した。

## 妻子
妻の名は不明である。ヴァシリコとフセスラフという名の息子がいた。